# Masque Okuyi

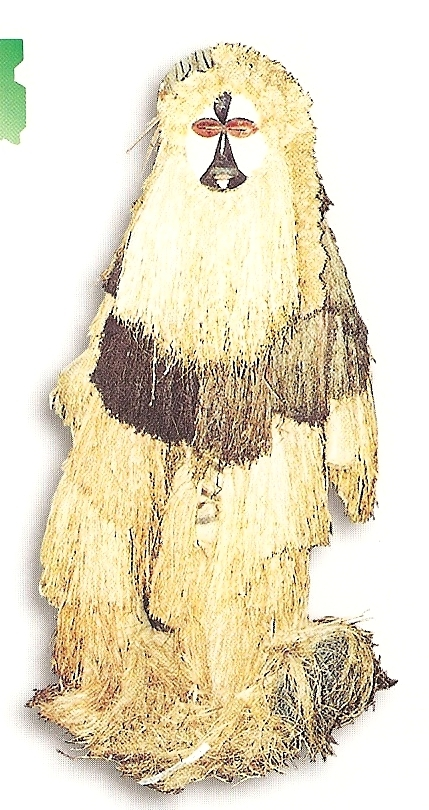
Masque Okuyi

Les masques Okuyi sont des masques gabonais utilisés, dans la tribu Myènè (Gabon), pour accompagner les funérailles ou les retraits de deuil,.

## Symbolique et utilisation
Ce sont des masques d'ancêtres. Ils expriment la sérénité de leurs anciens qui les protègent et les conseillent depuis le royaume des morts.

## Caractéristiques
Masque anthropomorphe blanc, sa face est peinte au kaolin. La couleur blanche du kaolin est associée à la mort. Les masques noirs sont quant à eux probablement dotés d'une fonction judiciaire. 
Le visage énigmatique du masque est légèrement triangulaire. Sous les yeux clos, étirés en amande, et comme gonflés par le sommeil, les pommettes haut placées s'arrondissent. Le nombre et la disposition des scarifications varient d'un style ou d'une ethnie à l'autre. Le motif le plus courant, en forme d'écailles, comprend neuf losanges, parfois douze, selon le groupe concerné.
Les scarifications frontales ou temporales en forme de losange de neuf points représentent leur cosmogonie et évoquent la notion de perfection et de sagesse. Le point central est le principe créateur (Dieu) qui a donné naissance aux quatre points cardinaux (le monde) ainsi qu'aux deux couples primordiaux(les humains). Ce signe distinctif, nommé mabinda, était gravé dans la chair des enfants, vers l'âge de dix à quatorze ans.
La haute coiffure à coques en fonction des ethnies vient confirmer le sexe de l'ancêtre.
Des masques Okuyi se dégagent une sérénité et une douceur caractéristiques. On est très proche dans la représentation du visage des masques utilisés dans le théâtre japonais.